# José Joaquim de Andrade
José Joaquim de Andrade (Fortaleza, 28 de dezembro de 1879  —  Rio de Janeiro, 9 de março de 1940) foi um general do Exército Brasileiro.

## Biografia
José Joaquim de Andrade nasceu na cidade de Fortaleza, no dia 28 de dezembro de 1879, filho de Joaquim José de Andrade.
Em 1896, assentou praça na Escola Militar do Ceará, e três anos depois transferiu-se para a Escola Preparatória do Realengo, no Rio de Janeiro.
Em 1907, o então alferes foi promovido a segundo-tenente de infantaria, sendo então designado para servir no 4º Regimento de Infantaria, com sede na então capital federal.
Em 1910, durante a Revolta da Chibata, combateu os revoltosos no Arsenal de Marinha, cujo movimento de marujos ocorrido em navios da Armada consistia em protesto contra os castigos corporais e reivindicando melhoria nos soldos. Porém, esses levantes foram sufocados pelos oficiais.
Em 1911, foi transferido para o 5º Batalhão de Infantaria, com sede em Ponta Grossa-PR. Nessa oportunidade, esteve engajado na repressão dos rebeldes da conhecida Guerra do Contestado, que era um levante de populares de cunho messiânico ocorrida na região fronteiriça do Paraná com Santa Catarina, cujo motivo era disputa de terras entre o governo e os rebeldes, além do litígio territorial entre dois estados. O conflito somente foi cessado em 1916, após vários combates que resultaram em centenas de baixas entre mortos e feridos.
Em 1914, foi promovido a primeiro-tenente, sendo em seguida designado para Fortaleza-CE por um breve período, retornando a então capital federal para iniciar o Curso de Estado-Maior. Em 1919, após a conclusão desse período de instrução, foi promovido a capitão, e então ingressou no Curso de Revisão do Estado-Maior.
Em 1920, passou por um período de estágio na Missão Militar francesa no Brasil, que era chefiada pelo General Maurice Gustave Gamelin, cujo propósito era a remodelação da doutrina militar do Exército brasileiro. Consta também em seus registros que obteve bacharelado em medicina no ano de 1923, estudo realizado paralelamente ao seu ofício como militar.
Na Revolução de 1924, atuou na repressão ao levante rebelde ocorrido na cidade de São Paulo. Em 1925, foi promovido a major pelos seus feitos no ano anterior.
Em 1927, atuou por um breve período como oficial-de-gabinete do Ministro da Guerra, general Nestor Sezefredo dos Passos.
Em 1928, foi promovido a tenente-coronel, sendo designado para comandar o 12º Regimento de Infantaria, com sede em Belo Horizonte-MG.
Na Revolução de 1930, quando ainda comandava o 12º Regimento de Infantaria, apesar dos convites dos colegas não quis aderir ao movimento rebelde e ainda resistiu ao assédio das forças revolucionárias comandadas pelo secretário de Segurança de Minas Gerais. Porém, dado o isolamento e a diminuta força que dispunha frente às tropas revoltosas, além do golpe de estado já consumado pela alta hierarquia militar na capital federal que depôs o presidente Washington Luiz, entendeu desnecessária a resistência e negociou a rendição de seu regimento, tendo enviado a seus oficiais uma mensagem oficial em que lhes pedia que aceitassem a cessação das hostilidades. Ficou preso por alguns dias pelos rebeldes na Secretaria do Interior e Justiça de Minas Gerais. Embora não tenha aderido ao movimento revolucionário foi mantido no Exército Brasileiro, tendo inclusive sido promovido a Coronel no ano seguinte.
Em 1932, aderiu ao levante organizado contra o governo provisório de Getúlio Vargas, que ficou conhecido como a Revolução Constitucionalista. Na ocasião dos preparativos para o levante, em maio de 1932, José Joaquim de Andrade, comandava os destacamentos militares em Lorena-SP, e foi convidado a aderir ao movimento pelo então coronel Euclides Figueiredo. O movimento que culminou nesse levante armado visada a deposição de Getúlio Vargas e convocação de uma Assembléia Nacional Constituinte, além de garantir a autonomia do Estado de São Paulo. No plano do comando geral do Exército Constitucionalista, os destacamentos comandados pelo então Cel. José Joaquim de Andrade realizariam a cobertura inicial ao movimento, dada a posição estratégia em que assumiam no Vale do Paraíba. Andrade confirmou a sua adesão ao movimento nas semanas precedentes a sua deflagração, assumindo o compromisso de ainda buscar o seu apoio e reunir mais oficiais em favor do levante armado.

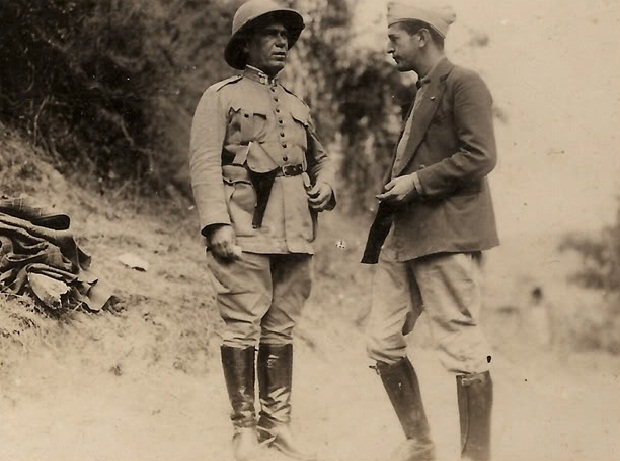
À esquerda, o então coronel José Joaquim de Andrade em Silveiras, durante a Revolução de 1932

Nesse conflito, já no seu início, seguiu com seu destacamento para a denominado “Setor Norte” que compreendia todo o Vale do Paraíba, incorporando-se a 2º Divisão de Infantaria e Operações (2ª D.I.O), sob o comando do então coronel Euclides Figueiredo. O seu Destacamento inicialmente ficou engajado no subsetor relativo às cidades de Areias e São José do Barreiro, seguindo durante o conflito para Silveiras e mais tarde para Guaratinguetá. O conflito durou cerca de três meses tendo combates encarniçados e prolongados dado a topografia acidentada da região, porém, a luta foi cessada em 2 de outubro de 1932 por meio de um armistício seguido de um tratado de rendição oficial do Exército Constitucionalista perante o Exército Federal. Porém, em meados de setembro daquele ano, se afastou do comando do destacamento em virtude de problemas de saúde, entregando o comando ao recém-comissionado tenente-coronel Tito Coelho Lamego. Em 4 de outubro, apresentou-se prisioneiro no quartel militar de Caçapava, junto de mil soldados e cinquenta oficias do Exército. Como o fim do conflito, foi proscrito e enviado ao exílio em Lisboa, Portugal, em viagem junto a demais líderes do movimento revolucionário, na embarcação Siqueira Campos.
Em 1934, com a anistia geral ocorrida, reassumiu o serviço ativo, sendo designado chefe da 4ª Seção do Estado-Maior do Exército Brasileiro. Posteriormente assumiu o comando do 2º Regimento de Infantaria, da Vila Militar na cidade do Rio de Janeiro.
Em 1935, assumiu o comando da 1ª Brigada de Infantaria, além do comando da Vila Militar no Rio de Janeiro.
Ainda em 1935, no Rio de Janeiro, reprimiu o Levante Comunista ocorrido em novembro daquele ano contra o governo de Getúlio Vargas. Essa revolta havia sido organizada pelo Partido Comunista Brasileiro (PCB) em articulação com a Aliança Nacional Libertadora (ANL). Naquele episódio, assumiu o comando dos destacamentos designados para a repressão aos revoltosos da Escola de Aviação Militar e no 1º Regimento de Aviação, sendo bem sucedido na sua missão. Os militares revoltosos foram expulsos do Exército Brasileiro.
Em 1936, foi nomeado para o comando da 5ª Brigada de Infantaria e da guarnição de Santa Maria-RS.
Em 1937, com o golpe de estado liderado por Getúlio Vargas, que resultou no regime do Estado Novo, foi designado para a direção da Aviação Militar do Exército, mas deixou a direção no ano seguinte.
Em 1938, recebeu a promoção de general-de-brigada e assumiu o comando da 3ª Região Militar de Porto Alegre-RS. E no ano seguinte, ficou adido à Secretaria Geral do Ministério da Guerra, na capital federal.
Em 1940, logo após obter licença para tratar de uma enfermidade, veio a falecer, no dia 9 de março daquele ano.
Em 1952, em sua homenagem, foi promovido a General de Exército em post mortem.
Foi casado com Olga Phyro de Andrade, com quem teve seis filhos.